# بسمایه
بسمایه  یک منطقهٔ مسکونی در عراق است که در استان بغداد واقع شده‌است.
شهر جدید بِسْمایَه (به عربی: بسماية)، یک پروژه بزرگ توسعه شهری در عراق می‌باشد. نکات کلیدی آن به شرح زیر است:
1. کلیات:
  - این شهر حدود ۱۰ کیلومتر (۶.۲ مایل) جنوب شرقی بغداد، در استان دیاله واقع شده است.
  - این بزرگترین پروژه توسعه شهری عراق در دهه گذشته به شمار می‌رود.
  - مساحت کل آن ۱۸۳۰ هکتار (۷ مایل مربع یا ۱۸ کیلومتر مربع) است.
  - هدف از ساخت آن، اسکان حدود ۶۰۰ هزار نفر در ۱۰۰ هزار واحد مسکونی است.
  - تا سال ۲۰۲۳، جمعیت آن ۱۰۰ هزار نفر گزارش شده است.
  - این یک جامعه برنامه‌ریزی شده است که عمدتاً برای ساکنان طبقه متوسط رو به پایین در نظر گرفته شده است.
2. تاریخچه و هدف:
  - پروژه توسط کمیسیون سرمایه‌گذاری بغداد آغاز شد و سرمایه‌گذاران خارجی نیز بعداً به آن پیوستند، این بخشی از تلاش‌ها برای بازسازی عراق است.
  - هدف، تأمین مسکن مدرن با خدمات کامل مانند مدارس، کلینیک‌ها، مراکز تجاری، اجتماعی و تفریحی و یک شبکه جاده‌ای مدرن است که آن را به پایتخت عراق متصل می‌کند.
  - سازندگان، آن را به عنوان "شهری در کلاس جهانی" تصور می‌کنند که "شادی" را به زندگی ساکنانش خواهد آورد.
3. طراحی:
  - مناطق مسکونی در اطراف یک مرکز شهر قرار دارند که شامل ساختمان‌های اداری، بازارها، مساجد و سایر امکانات خواهد بود، و یک فضای سبز در این بین قرار دارد.
  - ساختمان‌های مسکونی U شکل، ۱۰ طبقه و شبیه به آپارتمان‌های سبک "پلاتن‌باو" (Plattenbau-style) توصیف شده‌اند که هر کدام دارای آسانسور هستند. پارکینگ در داخل 'U' قرار دارد و فضاهای سبز با مسیرهای پیاده‌روی ساختمان‌ها را به هم متصل می‌کنند.
  - امکاناتی مانند مراکز جوانان، بیمارستان‌ها، ایستگاه‌های پلیس، آتش‌نشانی و مدارس در نزدیکی مناطق مسکونی برنامه‌ریزی شده‌اند.
4. ساخت‌وساز:
  - ساخت‌وساز از حدود سال ۲۰۱۳ آغاز شده و همچنان ادامه دارد.
  - تکمیل اولیه برای سال ۲۰۲۰ برنامه‌ریزی شده بود اما به دلیل بی‌ثباتی سیاسی و تأخیر در پرداخت‌ها از سوی دولت عراق، به سال ۲۰۲۷ به تعویق افتاده است.
  - شرکت هانوا (Hanwha) از کره جنوبی، یکی از پیمانکاران اصلی است. طبق یک گزارش (تاریخ "پایان ژوئن" نامشخص است اما قبل از به‌روزرسانی‌های ۲۰۲۴ ذکر شده)، پیشرفت ساخت خانه‌ها ۴۴.۸۳٪ و زیرساخت‌ها ۲۸.۸۷٪ بوده است.
  - هانوا در مقطعی ساخت‌وساز را متوقف کرده بود.
  - عربستان سعودی تمایل خود را برای کمک به ادامه ساخت‌وساز ابراز کرده است.
  - از ۱۱ ژانویه ۲۰۲۴، شرکت هانوا تصمیم به ادامه پروژه گرفته و کار را با تکمیل بلوک B8 از سر گرفته است.
5. محله‌ها:
  - شهر دارای دو بخش اصلی است: مرکز شهر و بخش مسکونی.
  - منطقه مسکونی به هشت ناحیه، با برچسب A تا H، تقسیم شده است که هر کدام تعداد مشخصی واحد مسکونی دارند (به عنوان مثال، ناحیه A: ۱۴۲۸۰ واحد، ناحیه B: ۱۵۲۴۰ واحد و غیره).
  - هر ناحیه دارای بلوک‌هایی از مناطق مسکونی است و خدماتی مانند مدارس به هر ناحیه اختصاص داده شده است.
6. جاذبه‌ها:
  - مرکز خرید بسمایه (Bismayah Mall)
  - برج دیدبانی بسمایه (Bismayah Lookout Tower)

## نگارخانه

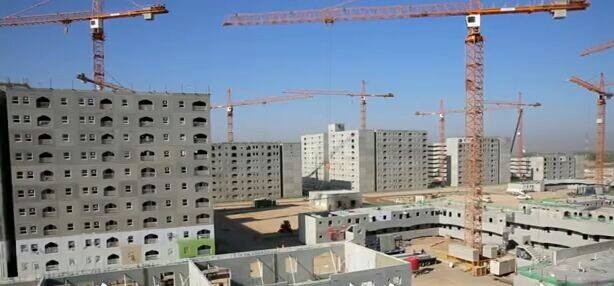